# آن كيفيليه

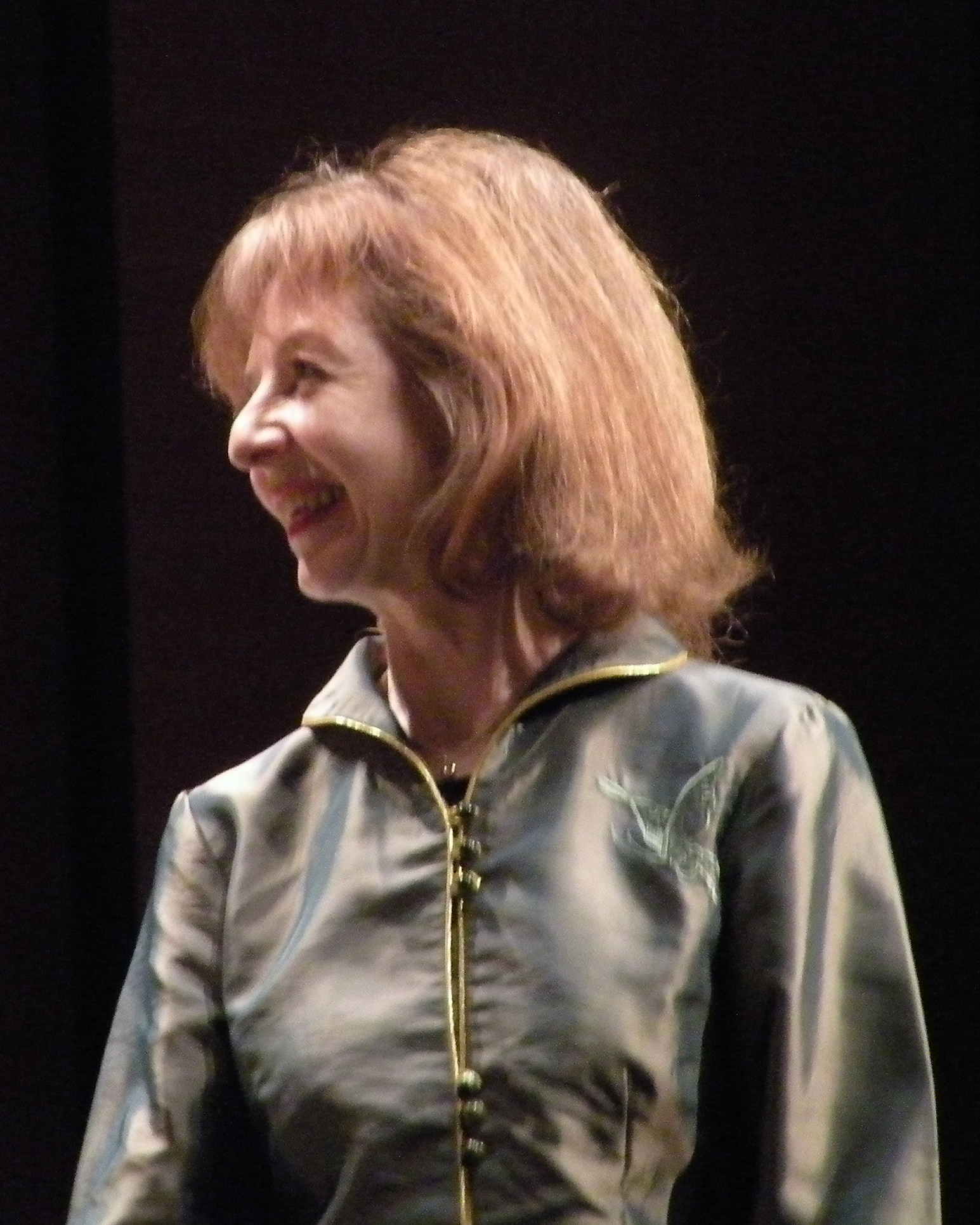
آن كيفيليه في 2009

آن كيفيليه (بالفرنسية: Anne Queffélec)‏ وهي عازفة بيانو فرنسية ولدت في يوم 7 يناير 1948 في مدينة باريس عاصمة فرنسا لعائلة فنية حيث أن والدها هو الكاتب هنري كيفيليه وشقيقها يان كيفيليه روائي. بدأت العزف وهي في عمر الخمس سنوات فقط بعد أن أدت أول عروضها في معهد باريس للموسيقى لتنال أول جائزة هناك، بعد أكملت تلقي التعليم من بول بادورا سكودا وجورج ديمو.